# 湯原宗綱
湯原 宗綱（ゆはら むねつな）は、戦国時代の武将。尼子氏の家臣。伯耆国時山城主。

## 略歴
湯原氏は出雲国の国人。大永7年（1527年）、父・湯原信綱から伯耆時山城を譲り受け城主となった。天文9年（1540年）の尼子詮久（後の晴久）による吉田郡山城の戦いに出陣した。宗綱はこの戦いで奮戦したが、池ノ内の戦いで、小早川興景や大内氏援軍・杉元相、粟屋元良らに挟撃されて進退窮まり自害した。
現在でも、安芸高田市吉田町池内に宗綱の腹切岩が残っている。